# 日月光中心 (上海市宝山区)
宝山日月光中心是一家位于上海市宝山区大场镇的商场，面积17.5万平方米，于2021年12月18日开业，时为上海最大的日月光广场。

## 特色店铺
2021年9月13日，上海市政府举行“重点消费地标和品牌首店签约仪式”，由宝山区副区长翟磊代表区政府和宝山日月光项目签署相关合作备忘录。宝山日月光入驻有3家全国首店、2家华东首店、3家上海首店。其中包含蹦床、卡丁车等，以及朗玩在华东的首家门店。2022年11月22日，上海首家麦德龙会员店于宝山日月光地下一层开业。

## 外部鏈接
- 官方网站